# Сонмох кипарисоподібний
Сонмох кипарисоподібний (Hypnum cupressiforme) — вид мохів порядку гіпнобрієвих (Hypnales).

## Поширення
Ареал охоплює такі частини світу: Європа, Африка, Азія, Австралія, Нова Зеландія, Північна Америка, Південна Америка.

## Галерея

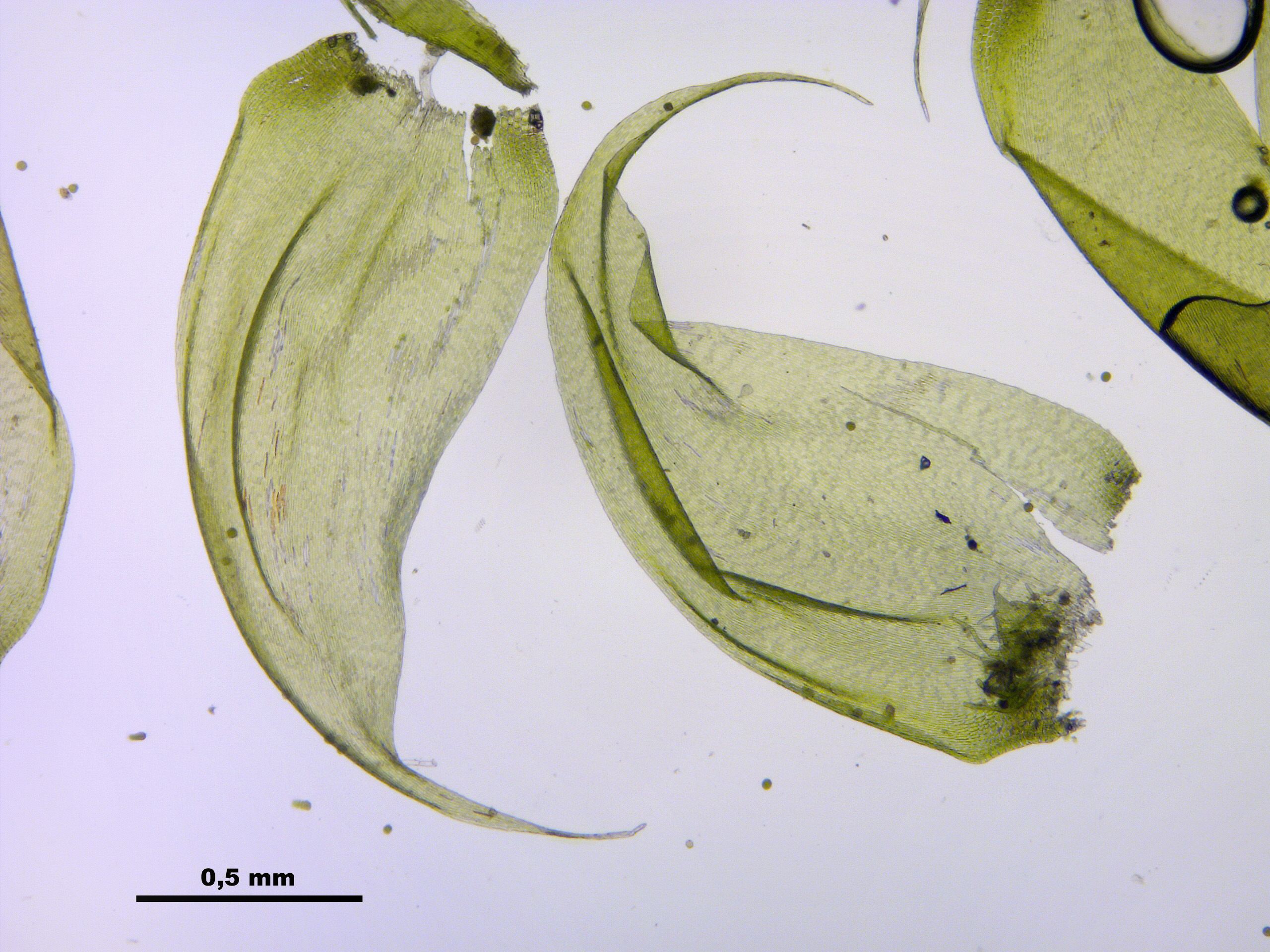
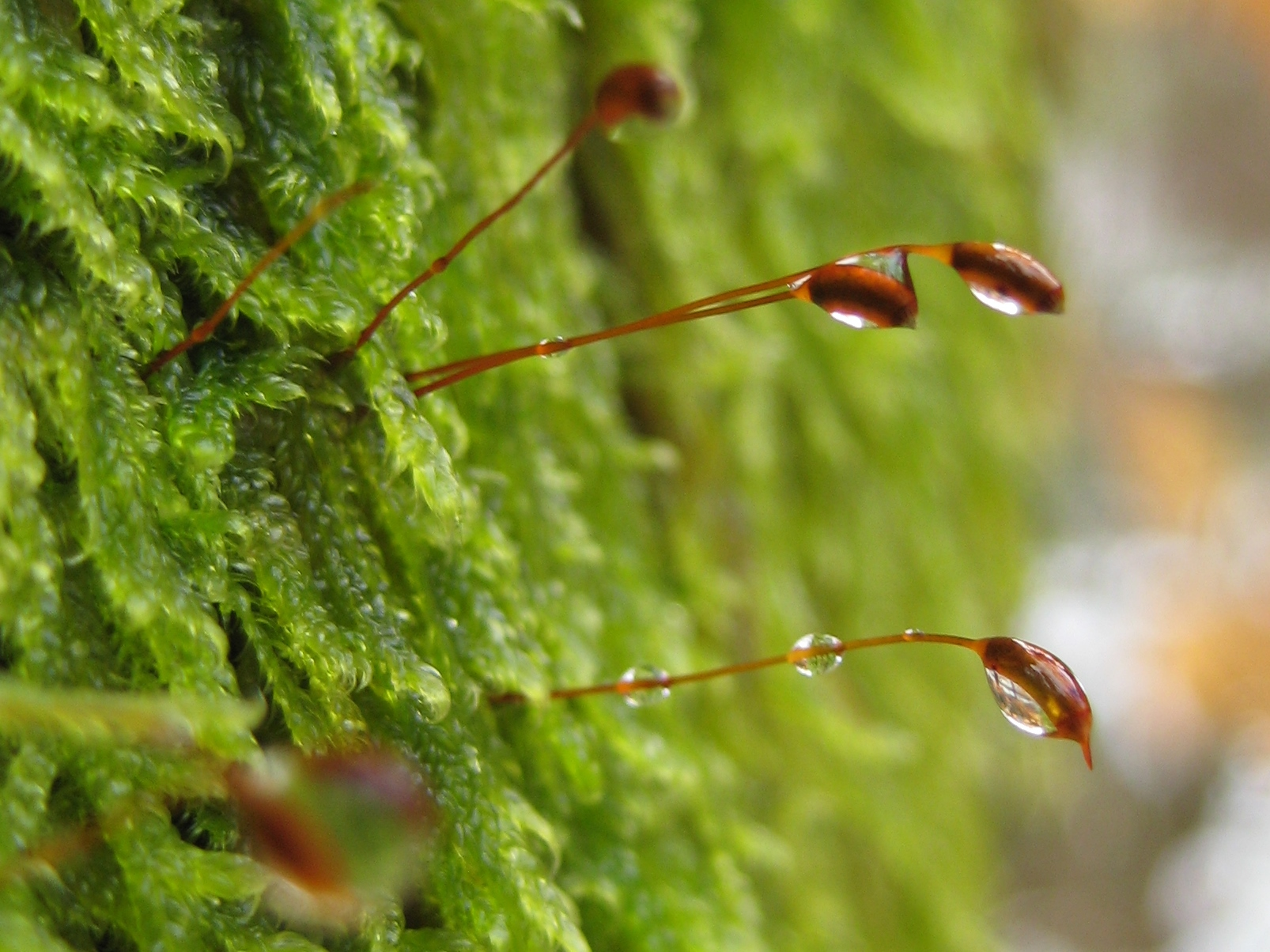
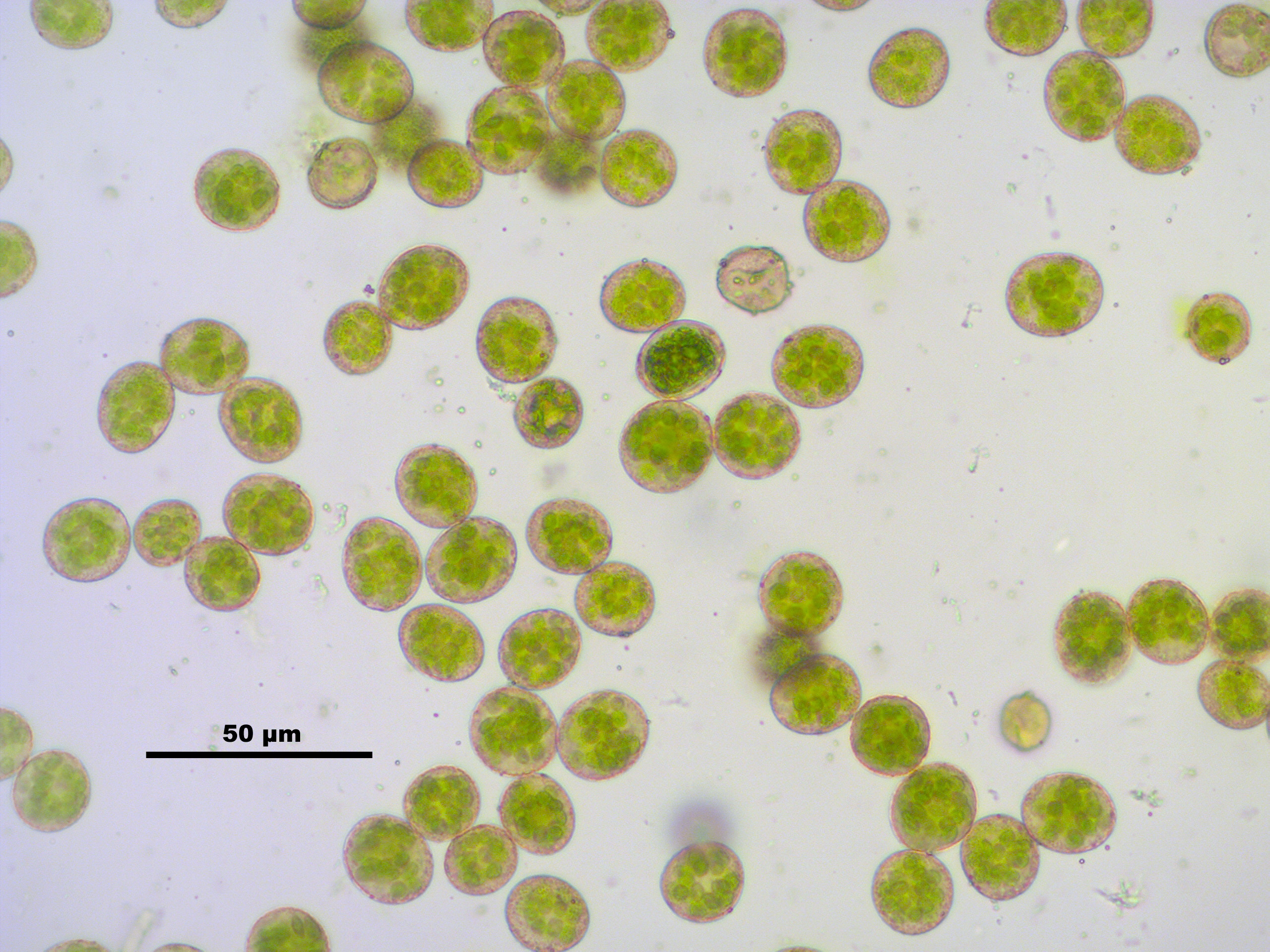

## Характеристика
Рослини від малих до великих, іржаво-зелені, золотисто-зелені, жовто-зелені чи блідо-зелені. Стебла 1–8+ см, від блідо-жовтувато-зелених, з віком коричневі, від повзучих до прямовисних, від неправильно перистих до майже нерозгалужених, гілки 1–3 см. Листки від яйцеподібних до видовжено-ланцетних, поступово чи різко звужені до верхівки, 1.5–2 × 0.5–0.8 мм; краї від загнутих до плоских проксимально, зубчасті (іноді слабко) дистально, іноді майже цілі. Вид дводомний. Коробочкові ніжки червонуваті, 1–2.5(3) см. Коробочка злегка нахилена, червонувата, циліндрична, 1.8–2.5(2.8) мм.